# Сарид, Ишай
Ишай Сарид (ивр. ישי שריד‎) — израильский писатель и юрист. Его вторая книга «Лимассол» стала мировым бестселлером, так же книга «Третья» стала главным предметом общественного и литературного обсуждения в Израиле и получила литературную премию Бернштейна. Пятая по счету книга «Монстр памяти» была включена в список 100 лучших книг 2020 года по версии New York Times. Сарид занимается адвокатской деятельностью, ранее в качестве государственного обвинителя, в настоящий момент в частном порядке.
В 2023 году Сарид получил премию Леви Эшколь для писателей на иврите и объявил, что пожертвует её Форуму родителей и семей (The Parents Circle-Families Forum) — организации палестинских и израильских семей, потерявших ближайших родственников в результате конфликта.

## Биография
Сарид родился и вырос в Тель-Авиве, в 1965 году в семье известного политика и журналиста Йосси Сарида. С 1974 по 1977 год они жили в северном городе Кирьят-Шмона, недалеко от границы с Ливаном.
Сарид был призван в израильскую армию в 1983 году и прослужил 5 лет. Во время службы окончил школу офицеров ЦАХАЛа, служил офицером разведки.
Он изучал право в Еврейском университете в Иерусалиме.
В 1994—1997 годах работал в правительстве помощником окружного прокурора Тель-Авива, расследуя уголовные дела. Сарид имеет степень магистра государственного управления (MPA) Школы государственного управления им. Кеннеди Гарвардского университета (1999 г.). В настоящее время работает юристом, практикующим в основном гражданское и административное право. Его адвокатское бюро находится в Тель-Авиве.
Наряду со своей юридической карьерой Сарид занимается литературной деятельностью и на данный момент опубликовал семь романов.
Сарид женат на докторе Рахели Сион-Сарид, педиатре интенсивной терапии, и у них трое детей.